# 미야마 아야
미야마 아야(일본어: 宮間 あや, 1985년 1월 28일 지바현 오아미시라사토시 ~ )는 일본의 전직 여자 축구 선수로 선수 시절 포지션은 미드필더이다.

## 구단 경력
1999년 일본 여자 축구 리그 소속 클럽인 요미우리 벨레자에 입단하면서 데뷔했으며 2001년 오카야마 유노고 벨로 이적했다. 2009년 미국 여자 프로 축구의 로스앤젤레스 솔로 이적했지만 2010년 초반 팀이 해체되면서 세인트루이스 애슬레티커로 이적했다. 2010년 6월 애틀랜타 비트로 이적했고 2010년 9월부터 2016년까지 오카야마 유노고 벨 소속으로 활약했다.

## 국가대표팀 경력
2003년 FIFA 여자 월드컵, 2007년 FIFA 여자 월드컵, 2008년 하계 올림픽, 2011년 FIFA 여자 월드컵, 2012년 런던 하계 올림픽, 2015년 FIFA 여자 월드컵에서 일본 대표로 출전했다. 2011년 FIFA 여자 월드컵에서는 일본의 사상 첫 FIFA 여자 월드컵 우승에 공헌했으며 2012년 하계 올림픽에서는 일본의 올림픽 여자 축구 은메달 수상에 공헌했다. 2015년 FIFA 여자 월드컵에서는 일본의 준우승에 공헌했지만 일본이 2016년 리우데자네이루 하계 올림픽 본선 진출에 실패하면서 은퇴하게 된다.

## 통계
| 일본 | 일본 | 일본 |
| 연도 | 출전 | 득점 |
| ---- | ---- | ---- |
| 2003 | 6    | 2    |
| 2004 | 1    | 2    |
| 2005 | 9    | 2    |
| 2006 | 17   | 3    |
| 2007 | 17   | 6    |
| 2008 | 18   | 4    |
| 2009 | 1    | 1    |
| 2010 | 17   | 2    |
| 2011 | 18   | 4    |
| 2012 | 16   | 3    |
| 2013 | 7    | 1    |
| 2014 | 17   | 4    |
| 2015 | 13   | 4    |
| 2016 | 5    | 0    |
| 통산 | 162  | 38   |

## 수상

### 국가대표
- 2008년 동아시아 여자 축구 선수권 대회 우승
- 2010년 동아시아 여자 축구 선수권 대회 우승
- 2010년 아시안 게임 여자 축구 금메달
- 2011년 FIFA 여자 월드컵 우승
- 2012년 하계 올림픽 여자 축구 은메달
- 2014년 AFC 여자 아시안컵 우승
- 2014년 아시안 게임 여자 축구 은메달
- 2015년 FIFA 여자 월드컵 준우승

### 개인
- AFC 올해의 여자 축구 선수 3회 선정 (2011, 2012, 2015)
- 일본 여자 축구 리그 디비전 1 베스트 일레븐 6회 선정 (2007, 2008, 2011, 2012, 2013, 2014)
- 2011년 FIFA 여자 월드컵 베스트 일레븐 선정
- 2012년 알가르브컵 대회 MVP 선정
- 2014년 AFC 여자 아시안컵 대회 MVP 선정
- 2015년 FIFA 여자 월드컵 브론즈볼 수상

### 표창
- 국민영예상 (2011, 일본 여자 축구 대표팀의 일원으로 수상함)